# Helen Sjöholm
Marie Helen Sjöholm (običajno le Helen Sjöholm), švedska pevka in igralka, * 10. julij 1970, Sundsvall, Švedska. 
Zaslovela je zlasti kot pevka v muzikalih (Kristina från Duvemåla, švedska različica Chessa ...). Sodelovala je tudi kot pevka na treh albumih skupine Benny Anderssons Orkester nekdanjega člana Abbe Bennyja Anderssona. Z omenjeno skupino je tudi v živo nastopala na koncertih. Leta 2002 je izdala svoj prvi samostojen album Visor, ki je postal uspešnica. Na njem je prepevala švedske ljudske pesmi. Leta 2003 je v sodelovanju z jazzovskim pianistom Andersom Widmarkom izdala zgoščenko z naslovom Genom varje andetag.
Kot filmska igralka je na platnih prvič nastopila leta 1999 v filmu Där regnbågen slutar. Leta 2004 je v filmu režiserja Kaya Pollaka z naslovom Kot v raju (Så som i himmelen) igrala vlogo Gabrielle. V filmu je zapela tudi pesem Gabriellas sång. Film je bil nominiran za oskarja.
Med letoma 2005 in 2006 je nastopala na odru Mestnega gledališča v Stockholmu v vlogi Polly Peachum v Operi za tri groše.
Helen Sjöholm je poročena s tonskim tehnikom Davidom Granditskyjem. 25. julija 2007 je rodila svojega prvorojenca.